# 約束の橋
「約束の橋」（やくそくのはし）は、佐野元春の28作目のシングル。1989年4月21日に、EPIC・ソニー（現・エピックレコードジャパン）から発売された。1992年10月28日には再レコーディングを行ない36作目のシングルとして再発売された。（詳細は後述）

## 概要
アルバム『ナポレオンフィッシュと泳ぐ日』の先行シングル。当時スランプに陥っていた自身を励ますために書いた。『ナポレオンフィッシュと泳ぐ日』に収録されたバージョンと基本的に同じだが、曲冒頭のカウントがカットされている。
オリジナルバージョンは、最高順位20位、売上は約4万枚だった。1992年にフジテレビ系『二十歳の約束』の主題歌となったためボーカルなどをレコーディングし直して再リリースされ、最高位4位を記録。70万枚以上を売り上げ、佐野にとって最大のヒット曲となり、同年に発表された2枚のアルバム『Sweet16』『No Damage II (GREATEST HITS 84-92)』と共に新規ファンの獲得に大いに貢献した。後に佐野はヒットした当時を振り返り「『なんで最初にこの曲に気付いてくれなかったの?』って感じですよね。『ドラマの主題歌にならないと聴いてくれないんですか?』って当時ちょっと怒ってました。でもそれをきっかけに僕の他の曲も皆さん聴いてくれたので、結果的には良かったなって思ってる」と語っている。

## 収録曲
- 全作詞・作曲・編曲：佐野元春

1989年盤
1. 約束の橋
2. 君が訪れる日
  - オリジナルアルバムには未収録だが、ベストアルバム『Moto Singles 1980-1989』には収録された。

1992年盤
1. 約束の橋
  - フジテレビ系ドラマ『二十歳の約束』主題歌
2. SWEET 16
  - アルバム『Sweet16』のシングルカット曲。